# ArenaBowl XI
Match précédent Match suivant
L'ArenaBowl XI est le onzième ArenaBowl de l'Arena Football League. Le jeu met en présence deux équipes de la conférence américaine, les numéro 2, les Barnstormers de l'Iowa, qui terminent la saison sur un bilan de 11-3 et les numéro 1, les Rattlers de l'Arizona, qui finissent avec un bilan de 12-2. L'Iowa vient de perdre l'ArenaBowl X face au Storm de Tampa Bay et est toujours à la recherche de son premier titre de champion, tandis que l'Arizona fait sa deuxième apparition après avoir remporté l'ArenaBowl VIII contre les Predators d'Orlando il y a trois saisons. Maintenant, ils essaient d’acquérir leur deuxième titre de champion.
Le match s'est déroulé le 25 août 1997 au US Airways Center, à Phoenix, en Arizona devant 17 436 spectateurs.

## Sommaire du match
Au premier quart-temps, les Rattlers ouvrent le score avec le kicker Anthony Brenner obtenant un field goal de 19 yards. Les Barnstormers répondent avec le quarterback Kurt Warner complétant une passe de touchdown de 30 yards à Lamont Cooper.
Au deuxième quart-temps, Arizona prend l'avantage avec Bob McMillen, qui inscrit un touchdown d'un yard, tandis que le kicker de l'Iowa, Mike Black, marque un field goal de 25 yards. Les Rattlers commenceront à prendre le commandement avec le QB Donnie Davis (qui remplace un Sherdrick Bonner blessé) en complétant une passe de touchdown de 4 yards à Hunkie Cooper, alors que la seule réponse de Barnstormers est Black marquant un but de 20 yards. Immédiatement après, les Rattlers continuent à frapper, Hunkie Cooper retournant le kick off 56 yards pour un touchdown pour terminer la mi-temps.
Au troisième quart-temps, l'Arizona continue de dominer le match alors que Davis obtient un quarterback sneak (en) pour un touchdown, tandis que Hunkie Cooper renvoie une interception de 30 yards pour un autre touchdown. La seule réponse de l’Iowa dans cette période est que Warner complète une autre passe de touchdown de 30 yards à Lamont Cooper. Par la suite, les Rattlers concluent la période avec une passe de touchdown de 49 yards à Calvin Schexnayder.
Au quatrième quart-temps, les Barnstormers tentent de s’opposer avec Willis Jacox et un touchdown un yard, mais Arizona termine le match avec Davis et Schexnayder qui s’échangent une passe de 28 yards tandis que Brenner metla touche finale avec un field goal de 44 yards. L’attaque de l’Iowa termine avec une dernière passe de 9 yards de Warner à Leonard Conley.
Avec cette victoire, les Rattlers remportent leur second ArenaBowl,.

## Évolution du score
| Temps           | Description des actions                                                                            | Score AZ-IO | Score AZ-IO |
| --------------- | -------------------------------------------------------------------------------------------------- | ----------- | ----------- |
| 1er Quart-temps | |             |             |
| 06:19           | FG de 19 yards par Brenner                                                                         |             | 03-0        |
| 04:59           | TD de 30 yards par Cooper à la suite d'une passe de Warner (PAT de Black)                          |             | 03-07       |
| 2e Quart-temps  | |             |             |
| 14:57           | TD de 1 yard à la course par McMillen (PAT de Brenner)                                             |             | 10-07       |
| 09:44           | FG de 25 yards par Black                                                                           | Égalité     | 10-10       |
| 04:33           | TD de 4 yards par Cooper à la suite d'une passe de Davis (PAT de Brenner)                          |             | 17-10       |
| 00:28           | FG de 20 yards par Black                                                                           |             | 17-13       |
| 00:21           | Kick-off retourné pour 56 yards par Cooper (PAT de Brenner)                                        |             | 24-13       |
| 3e Quart-temps  | |             |             |
| 09:09           | TD de 1 yard à la course par Davis (PAT de Brenner)                                                |             | 31-13       |
| 07:33           | Interception retourné pour 30 yards par Cooper (PAT de Black)                                      |             | 38-13       |
| 04:33           | TD de 30 yards par Cooper à la suite d'une passe de Warner (PAT de Brenner)                        |             | 38-20       |
| 03:47           | TD de 49 yards par Schexnayder à la suite d'une passe de Davis (PAT de Brenner)                    |             | 45-20       |
| 4e Quart-temps  | |             |             |
| 14:56           | TD de 1 yard à la course par Jacox (PAT de Black)                                                  |             | 45-27       |
| 09:01           | TD de 28 yards par Schexnayder à la suite d'une passe de Davis (PAT de Brenner)                    |             | 52-27       |
| 03:43           | FG de 44 yards par Brenner                                                                         |             | 55-27       |
| 00:21           | TD de 9 yards par Conley à la suite d'une passe de Warner (conversion de 2 pts manquée par Warner) |             | 55-33       |

## Les équipes en présence
| Joueur           | Position     | Université              |
| ---------------- | ------------ | ----------------------- |
| Andre Allen      | FB/LB,T/E,DE | Northern Iowa           |
| John Anderson    | WR/DB,DB     | Oklahoma                |
| Mike Black       | K            | Boise State             |
| Larry Blue       | FB/LB        | Iowa                    |
| Vernon Broughton | OL/DL        | Fayetteville State (NC) |
| David Bush       | OL/DL        | South Dakota            |
| Toney Catchings  | LB           | Cincinnati              |
| Shawn Collins    | WR           | Northern Arizona        |
| Leonard Conley   | WR/LB        | Miami (FL)              |
| Lamart Cooper    | OS           | Wayne State (NE)        |
| Jarrod DeGeorgia | QB           | Wayne State (NE)        |
| Greg Eaglin      | WR/LB,DB     | Arkansas-Pine Bluff     |
| Matt Eller       | OL/DL        | Bethel College (MN)     |
| Todd Harrington  | WR/DB        | Northern Iowa           |
| Mike Horacek     | WR/LB        | Iowa State              |
| Steve Houghton   | OL/DL        | Ferris State (MI)       |
| Garry Howe       | NT           | Colorado                |
| Anthony Hutch    | OL/DL        | Murray State            |
| Willis Jacox     | WR,WR/DB     | North Dakota            |
| Carlos James     | WR/DB        | Iowa                    |
| Rossie Johnson   | OL/DL        | Nevada-Las Vegas        |
| Evan Matautia    | OL/DL        | Wayne State (Ne.)       |
| Ron Moran        | FB/LB,LB     | Southern Illinois       |
| John Motton      | FB/LB,LB     | Akron                   |
| Hiawatha Phifer  | WR/DB        | Western Illinois        |
| Charles Puleri   | QB           | New Mexico State        |
| Chris Spencer    | WR/LB        | Iowa State              |
| Mike Sunvold     | OL/DL,DT     | Minnesota               |
| Kurt Warner      | QB           | Northern Iowa           |
| Dave Witthum     | OL/DL        | Portland State          |

| Joueur             | Position   | Université            |
| ------------------ | ---------- | --------------------- |
| Richard Ashe       | TE         | Humboldt St.          |
| Sherdrick Bonner   | QB         | Cal State-Northridge  |
| Anthony Brenner    | K          | East Carolina         |
| Keith Browner      | LB         | USC                   |
| John Burch         | FB/LB,RB   | Tennessee-Martin      |
| Hunkie Cooper      | WR/LB      | Nevada-Las Vegas      |
| Donnie Davis       | QB         | Georgia Tech          |
| Cecil Doggette     | DS,DB      | West Virginia         |
| Herb Duncan        | WR/DB      | Northern Arizona      |
| Brian Easter       | FB/LB      | Arizona State         |
| Flint Fleming      | OL/DL,DE   | North Dakota State    |
| Randy Gatewood     | WR/DB      | Nevada-Las Vegas      |
| Tom Gibson         | DE-DT      | Northern Arizona      |
| Junior Green       | WR/DB      | Pittsburgh            |
| Tony Henderson     | OL/DL      | Michigan              |
| Richard Holt       | WR/LB,DB   | Memphis               |
| Bryan Hooks        | OL/DL      | Arizona State         |
| Bo Kelly           | FB/LB      | East Texas State      |
| Darrin Kenney      | OL/DL      | Lycoming College (PA) |
| Bob McMillen       | FB         | Illinois-Benedictine  |
| Charles Miller     | OL/DL      | Pacific               |
| Shawn Parnell      | DS         | Arizona               |
| Bruce Plummer      | DB         | Mississippi St.       |
| Craig Ritter       | G,OG,OL/DL | Arizona State         |
| Calvin Schexnayder | WR,WR/LB   | Washington State      |
| Warner Smith       | OL/DL      | Arizona               |
| Cedric Tillman     | WR/DB      | Northern Colorado     |
| Mark Tucker        | G          | USC                   |
| Barry Voorhees     | OL/DL,OG   | Northridge State (CA) |
| Cedric Walker      | DS         | Stephen F Austin      |
| Jayme Washel       | OL/DL      | Purdue                |
| Sir Mawn Wilson    | WR/LB      | Syracuse              |

## Statistiques par équipe
| Données                   | Arizona | Iowa  |
| ------------------------- | ------- | ----- |
| 1er Downs                 | 19      | 15    |
| Yards à la course         | 1       | 54    |
| Yards à la passe          | 325     | 190   |
| Fumbles/Perdu             | 0/0     | 0/0   |
| Yards en retour de Fumble | 0       | 0     |
| Pénalités/Yards           | 11/50   | 4/21  |
| Temps de possession       | 31:41   | 28:19 |
| Conversion de 3e Down     | 6/10    | 4/6   |
| Conversion de 4e Down     | 0/0     | 0/0   |